# Kenia en los Juegos Olímpicos de México 1968
Kenia estuvo representada en los Juegos Olímpicos de México 1968 por un total de 39 deportistas que compitieron en 4 deportes.

## Medallistas
El equipo olímpico keniano obtuvo las siguientes medallas:
| Nombre                                                  | Deporte   | Competición             |
| ------------------------------------------------------- | --------- | ----------------------- |
| Oro                                                     |           |                         |
| Kipchoge Keino                                          | Atletismo | 1500 m M                |
| Naftali Temu                                            | Atletismo | 10 000 m M              |
| Amos Biwott                                             | Atletismo | 3000 m con obstáculos M |
| Plata                                                   |           |                         |
| Wilson Kiprugut                                         | Atletismo | 800 m M                 |
| Kipchoge Keino                                          | Atletismo | 5000 m M                |
| Benjamin Kogo                                           | Atletismo | 3000 m con obstáculos M |
| Daniel Rudisha Munyoro Nyamau Naftali Bon Charles Asati | Atletismo | 4 × 400 m M             |
| Bronce                                                  |           |                         |
| Naftali Temu                                            | Atletismo | 5000 m M                |
| Philip Waruinge                                         | Boxeo     | Pluma (57 kg) M         |